# Repubblica Democratica del Congo ai Giochi della XXIX Olimpiade
La Repubblica Democratica del Congo ha partecipato ai Giochi della XXIX Olimpiade di Pechino, svoltisi dall'8 al 24 agosto 2008, con una delegazione di 5 atleti.

## Atletica leggera
| Gara            | Atleta        | Batterie     | Batterie     | Quarti | Quarti | Semifinali | Semifinali | Finale | Finale |
| Gara            | Atleta        | Tempo        | Pos.         | Tempo  | Pos.   | Tempo      | Pos.       | Tempo  | Pos.   |
| --------------- | ------------- | ------------ | ------------ | ------ | ------ | ---------- | ---------- | ------ | ------ |
| 100 m femminili | Franka Magali | 12"57        | 8            |        |        |            |            |        |        |
| 400 m maschili  | Gary Kikaya   | non previsto | non previsto | 44"89  | 4      | 44"94      | 5          |        |        |

## Judo
| Gara  | Atleta                 | Preliminari | Tabellone principale                | Tabellone principale | Tabellone principale | Tabellone principale | Tabellone principale | Ripescaggi                           | Ripescaggi | Ripescaggi | Ripescaggi |
| Gara  | Atleta                 | Preliminari | Sedicesimi                          | Ottavi               | Quarti               | Semifinali           | Finale               | 1º turno                             | Quarti     | Semifinali | Finale     |
| ----- | ---------------------- | ----------- | ----------------------------------- | -------------------- | -------------------- | -------------------- | -------------------- | ------------------------------------ | ---------- | ---------- | ---------- |
| 73 kg | Eric Kibanza Lundoloki |             | Rasul Boqiev (Tagikistan) 0000-0210 |                      |                      |                      |                      | Gennadiy Bilodid (Ucraina) 0001-0011 |            |            |            |

## Nuoto
| Gara              | Atleta                  | Batterie | Batterie | Semifinali | Semifinali | Finale | Finale |
| Gara              | Atleta                  | Tempo    | Pos.     | Tempo      | Pos.       | Tempo  | Pos.   |
| ----------------- | ----------------------- | -------- | -------- | ---------- | ---------- | ------ | ------ |
| 50 m stile libero | Stany Kempompo Ngangola | 35"19    | 97       |            |            |        |        |

## Pugilato
| Gara      | Atleta              | Sedicesimi                  | Ottavi | Quarti | Semifinali | Finale |
| --------- | ------------------- | --------------------------- | ------ | ------ | ---------- | ------ |
| Pesi medi | Herry Saliku Biembe | Georgios Gazis (Grecia) 2-7 |        |        |            |        |